# Saison 1 de Superstar K
Superstar K (Hangul : 슈퍼스타K) est la première saison du télé-crochet musical coréen Superstar K, diffusée sur Mnet et KMTV du 24 juillet 2009 et s'est terminée le  9 octobre 2009. Cette émission est animée par Kim Sung-joo et Im Chang-jung.
Cette première saison est remportée par Seo In-guk.

## Jury et candidats
Les chanteurs Lee Seung-chul, Lee Hyori et Yang Hyun-suk sont les membres du jury de l'émission. Les candidats de l'émission ont été sélectionnés dans les huit villes de Corée du Sud où a eu lieu les auditions et dont environ plus de 720 000 personnes ont y participé. 
| Kim Joo-wang (김주왕) Lee Jin (이진) Seo In-guk (서인국) Park Semi (박세미) Park Tae-jin (박태진) Park Narae (박나래) (du groupe Spica) Jo Moon-geun (조문근) Park Jae-eun (박재은) | Jung Sun-gook (정선국) Gil Hak-mi (길학미) Kim Kook-hwan (김국환) Mongshil Sisters (몽실이 시스터즈) Jung Seul-gi (정슬기) Joo Chan-yang (주 찬양) (du groupe T-Max) Hoya (호야) (du groupe INFINITE) Bae Suzy (수지) (du groupe Miss A) |

## Les primes
À chaque prime, un ou plusieurs candidats de chaque équipe vont quitter l'aventure.
| Légende | Candidat(e) sauvé(e) par les votes du public, du jury | Candidat(e) éliminé(e) |

### Épisode 7: prime 1
Le septième épisode a été diffusé le 4 septembre 2009.
| Ordre | Candidat      | Chanson                                        | Résultat |
| ----- | ------------- | ---------------------------------------------- | -------- |
| 1     | Lee Jin       | 마주치지 말자 - Jang Hye-jin                   | Éliminé  |
| 2     | Park Jae-eun  | 삐에로는 우릴 보고 웃지 - Kim Wan-sun          | Éliminé  |
| 3     | Park Tae-jin  | 누구라도 그러하듯이 - Bae In-sook              | Sauvé    |
| 4     | Park Narae    | 늪 - Jo Kwan-woo                               | Sauvée   |
| 5     | Kim Joo-wang  | I Do - Rain                                    | Sauvé    |
| 6     | Jung Sun-gook | Snail (달팽이) - Panic                         | Sauvé    |
| 7     | Seo In-guk    | Beautiful Goodbye (아름다운 이별) - Kim Gun-mo | Sauvé    |
| 8     | Park Semi     | 보랏빛 향기 - Susie Kang                       | Sauvée   |
| 9     | Gil Hak-mi    | Caution (경고) - Tashannie                     | Sauvée   |
| 10    | Jo Moon-geun  | Short Hair (단발머리) - Cho Yong-pil           | Sauvé    |

### Épisode 8: prime 2
Le huitième épisode a été diffusé le 11 septembre 2009.
Les huit candidats ont chanté une chanson répertoriée dans la discographie du groupe suédois ABBA à la suite du thème choisi pour l'épisode.
| Ordre | Candidat      | Chanson                        | Résultat |
| ----- | ------------- | ------------------------------ | -------- |
| 1     | Jo Moon-geun  | Honey, Honey - ABBA            | Sauvé    |
| 2     | Park Semi     | Thank You for the Music – ABBA | Sauvée   |
| 3     | Kim Joo-wang  | Gimme Gimme Gimme - ABBA       | Sauvé    |
| 4     | Jung Sun-gook | Mamma Mia – ABBA               | Éliminé  |
| 5     | Seo In-guk    | Super Trouper - ABBA           | Sauvé    |
| 6     | Gil Hak-mi    | Waterloo - ABBA                | Sauvée   |
| 7     | Park Narae    | SOS - ABBA                     | Éliminée |
| 8     | Park Tae-jin  | The Winner Takes It All - ABBA | Sauvé    |

### Épisode 9: prime 3
Le neuvième épisode a été diffusé le 18 septembre 2009.
| Ordre | Candidat     | Chanson                    | Résultat |
| ----- | ------------ | -------------------------- | -------- |
| 1     | Gil Hak-mi   | Blah Blah – Gil Hak-mi     | Sauvée   |
| 2     | Kim Joo-wang | My Story - Kim Joo-wang    | Éliminé  |
| 3     | Park Semi    | Liar - Park Semi           | Éliminé  |
| 4     | Park Tae-jin | 편지 - Park Tae-jin        | Sauvé    |
| 5     | Seo In-guk   | Young Love - Seo In-guk    | Sauvé    |
| 6     | Jo Moon-geun | 따뜻한 노래 - Jo Moon-geun | Sauvé    |

### Épisode 10: prime 4 (quarts de finale)
Le dixième épisode a été diffusé le 25 septembre 2009.
Les quatre candidats ont chanté une chanson répertoriée dans la discographie de Lee Seung-chul à la suite du thème choisi pour l'épisode.
| Ordre | Candidat     | Chanson                              | Résultat |
| ----- | ------------ | ------------------------------------ | -------- |
| 1     | Jo Moon-geun | 희야 - Lee Seung-chul                | Sauvé    |
| 2     | Gil Hak-mi   | 소녀시대 – Lee Seung-chul            | Sauvée   |
| 3     | Park Tae-jin | 안녕이라고 말하지마 - Lee Seung-chul | Éliminé  |
| 4     | Seo In-guk   | 오직 너뿐인 나를 - Lee Seung-chul    | Sauvé    |

### Épisode 11: prime 5 (demi-finale)
Le onzième épisode a été diffusé le 2 octobre 2009.
| Ordre | Candidat     | Chanson                                                                 | En duo avec        | Résultat                |
| ----- | ------------ | ----------------------------------------------------------------------- | ------------------ | ----------------------- |
| 1     | Jo Moon-geun | Ring my Bell - Dynamic Duo feat.Brown Eyed Soul                         | Dynamic Duo        | Qualifié pour la finale |
| 2     | Seo In-guk   | Because I Love You Even Though I Hate You (미워도 사랑하니까) - Davichi | Davichi            | Qualifié pour la finale |
| 3     | Gil Hak-mi   | Lover Boy – Clazziquai Project                                          | Clazziquai Project | Éliminée                |

### Épisode 12: prime 6 (finale)
Le dernier épisode a été diffusé le 9 octobre 2009.
Les 2 finalistes sont :
| Finalistes   | Finalistes |
| ------------ | ---------- |
| Jo Moon-geun | Seo In-guk |

| Ordre | Candidat     | Chanson                                 | Résultat Public | Statut |
| ----- | ------------ | --------------------------------------- | --------------- | ------ |
| 1     | Jo Moon-geun | Hey Hey Hey - Jaurim                    | 485 votes       | 2e     |
| 4     | Jo Moon-geun | Calling You (부른다) - Jo Moon-geun     | 485 votes       | 2e     |
| 2     | Seo In-guk   | Only Look At Me (나만 바라봐) - Taeyang | 513 votes       | 1er    |
| 3     | Seo In-guk   | Calling You (부른다) - Seo In-guk       | 513 votes       | 1er    |

## Controverse
Seo In-guk, vainqueur de cette première saison a dû faire face à des conséquences négatives, y compris les rumeurs où il aurait eu recours à la chirurgie esthétique et le traitement de faveur qu'il a reçu des trois principales chaines télévisées de Corée du Sud, KBS, MBC et SBS où on lui accordé plusieurs interviews et plus d'attention qu'aux autres concurrents de l'émission.